# 드미트리 카르자코프
드미트리 카르자코프는 (영어: Dmitri Karsakov , 1971년 12월 29일 ~ ) 디마라는 등록명으로 K리그에서 활약했던 축구 선수이다. 등록명은 디마이다. 부천 유공에서 통산 정규리그 3경기 출전 0득점, 0도움의 기록을 남겼다. 1991년 FIFA 세계 청소년 축구 선수권 대회에서 20세 이하 소련 대표팀으로 본선에서 활약하고 PFC CSKA 모스크바 소속으로 UEFA 챔피언스리그에서 활약한 선수였지만 기대 만큼 활약은 보여주지 못했다.